# Machair

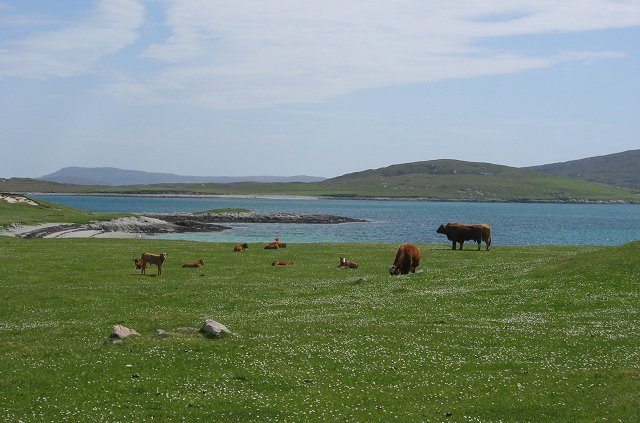
Le machair de Berneray, Hébrides extérieures

Le mot gaélique machair ou machar désigne les bords de mer fertiles et de faible altitude que l'on trouve en Écosse et en Irlande, et notamment dans les Hébrides extérieures.

## Description et origine
Deux types de machairs existent :
- un type de pré ou de pâturage reposant sur une dune, cible d'une activité agricole dans des conditions humides et ventées
- l'espace de terrain entre une plage et les premières tourbières à l'intérieur des terres.

Dans tous les cas, le machair provient d'un recul subit du niveau de la mer ; il se trouve ainsi plus haut que le niveau de la nouvelle plage.

## Écosystème

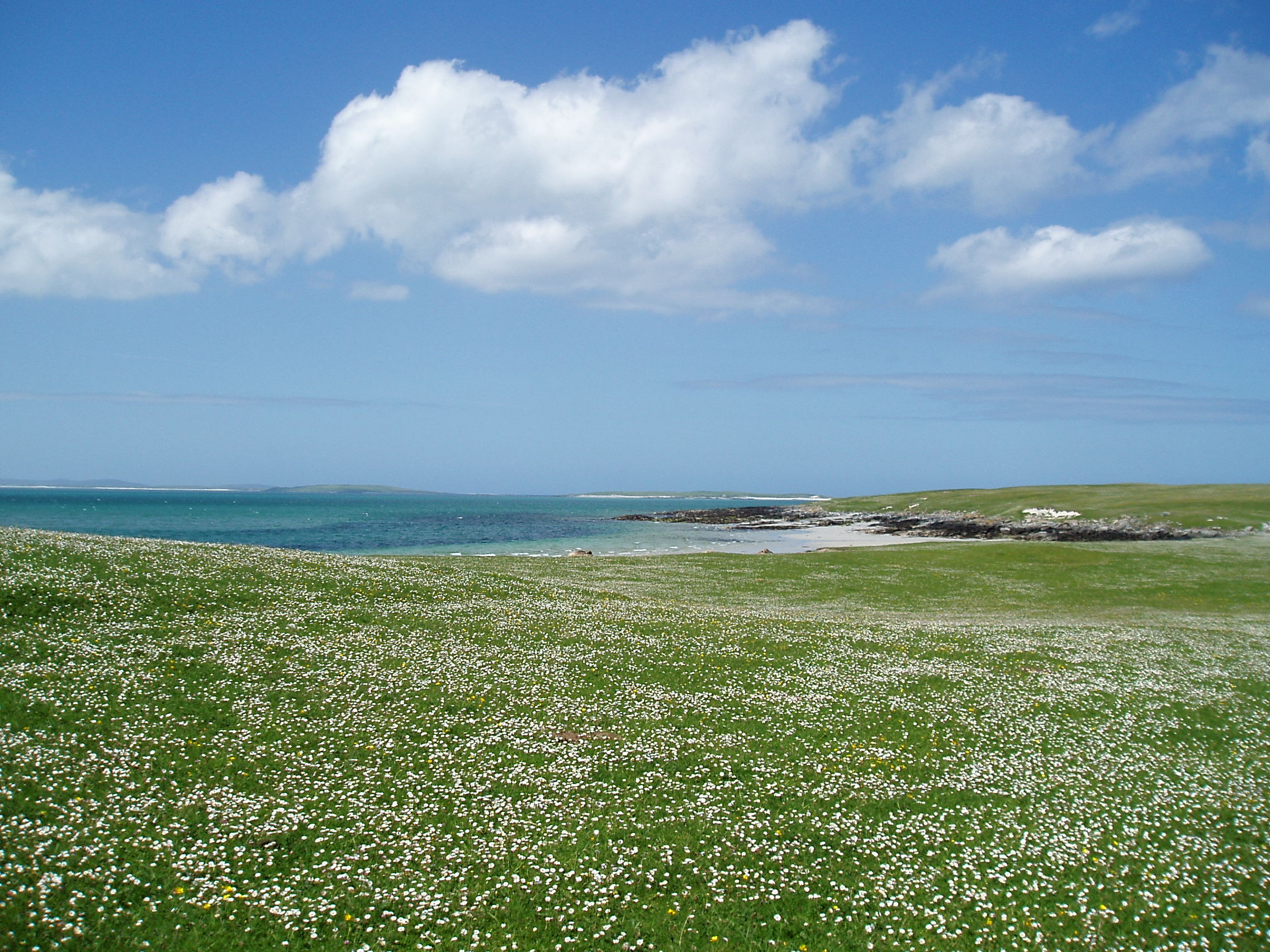
Le machair près de West Beach, sur l'île de Berneray (Hébrides extérieures).

Le machair est l'objet d'une grande attention en raison de l'écosystème qu'il abrite.
De nombreuses espèces de plantes y croissent, avec nombre d'orchidées sauvages, comme les Spiranthes, mais aussi d'autres espèces, comme la Rhinanthe à petites fleurs, la linaigrette...
Le machair abrite des espèces animales variées, qui y trouvent un refuge adapté. On y rencontre ainsi le râle des genêts, la linotte à bec jaune, le bécasseau variable ou le pluvier grand-gravelot, et une espèce rare d'abeilles, Colletes floralis.

## Compléments